# Thorigny-sur-le-Mignon
Pour les articles homonymes, voir Thorigny.
Thorigny-sur-le-Mignon est une ancienne commune du centre-ouest de la France située dans le département des Deux-Sèvres en région Nouvelle-Aquitaine.

## Géographie

### Localisation et accès
Cette très petite commune rurale, située dans le sud-ouest des Deux-Sèvres, appartient au canton de Beauvoir-sur-Niort. Elle est limitrophe du département voisin de la Charente-Maritime, situé au sud.

### Communes limitrophes
|          | Usseau                                  |                     |
| Priaires | Thorigny-sur-le-Mignon                  | Prissé-la-Charrière |
|          | Dœuil-sur-le-Mignon (Charente-Maritime) |                     |

### Hydrographie
La commune reçoit les eaux du Mignon qui naît dans la commune voisine de Dœuil-sur-le-Mignon. La rivière, qui a encore ici davantage l'aspect d'un ruisseau, écoule son filet d'eau dans la commune voisine d'Usseau. Par ailleurs, elle est le lieu de confluence d'un autre ruisseau qui naît dans la commune voisine de Prissé-la-Charrière, à l'est, et qui est également considérée comme le lieu de source du Mignon.

## Économie
Ce village accueille en juillet un marché gastronomique qui attire tous les samedis plusieurs centaines de convives autour d'une scène musicale folklorique. Il permet aux personnes de passage de découvrir les produits locaux typiques tels les mogettes avec jambon grillé, le beurre d'Échiré, les anguilles frites à l'ail et persil, etc.
La majorité des habitants vivent de leur retraite ou de l'agriculture et l'élevage (chèvres, pigeons, vaches).

## Histoire
Le 1er janvier 2019, la commune fusionne avec Priaires et Usseau pour former la commune nouvelle de Val-du-Mignon, dont la création est actée par un arrêté préfectoral du 19 septembre 2018.

## Politique et administration
| Période    | Période | Identité       | Étiquette | Qualité |
| ---------- | ------- | -------------- | --------- | ------- |
| avant 1988 | ?       | Norbert Goizin |           |         |
| mars 2001  | 2018    | Gérard Gibault |           |         |

## Démographie
L'évolution du nombre d'habitants est connue à travers les recensements de la population effectués dans la commune depuis 1793. Pour les communes de moins de 10 000 habitants, une enquête de recensement portant sur toute la population est réalisée tous les cinq ans, les populations de référence des années intermédiaires étant quant à elles estimées par interpolation ou extrapolation. Pour la commune, le premier recensement exhaustif entrant dans le cadre du nouveau dispositif a été réalisé en 2004.

En 2016, la commune comptait 105 habitants, en évolution de +23,53 % par rapport à 2010 (Deux-Sèvres : +0,18 %, France hors Mayotte : +2,11 %).
| 1793 | 1800 | 1806 | 1821 | 1831 | 1836 | 1841 | 1846 | 1851 |
| ---- | ---- | ---- | ---- | ---- | ---- | ---- | ---- | ---- |
| 109  | 123  | 125  | 156  | 166  | 171  | 187  | 181  | 181  |

| 1856 | 1861 | 1866 | 1872 | 1876 | 1881 | 1886 | 1891 | 1896 |
| ---- | ---- | ---- | ---- | ---- | ---- | ---- | ---- | ---- |
| 162  | 186  | 158  | 152  | 157  | 146  | 120  | 131  | 121  |

| 1901 | 1906 | 1911 | 1921 | 1926 | 1931 | 1936 | 1946 | 1954 |
| ---- | ---- | ---- | ---- | ---- | ---- | ---- | ---- | ---- |
| 130  | 117  | 129  | 108  | 96   | 86   | 104  | 110  | 83   |

| 1962 | 1968 | 1975 | 1982 | 1990 | 1999 | 2004 | 2006 | 2009 |
| ---- | ---- | ---- | ---- | ---- | ---- | ---- | ---- | ---- |
| 71   | 62   | 58   | 64   | 70   | 59   | 71   | 74   | 83   |

| 2014 | 2016 | - | - | - | - | - | - | - |
| ---- | ---- | - | - | - | - | - | - | - |
| 102  | 105  | - | - | - | - | - | - | - |

## Lieux et monuments
Eglise Notre-Dame. Eglise médiévale, reconstruite au XIXe siècle. Clocher-mur.